# Хаиндрова, Лидия Юлиановна
Ли́дия Юлиа́новна Хаиндрова (наст. фам. Хаиндра́ва, в замужестве Хаи́ндрова-Серебро́ва Л. Ю.; (10 июня 1910, Харбин, Хэйлунцзян — 19 июня 1986, Краснодар, СССР) — русская поэтесса, журналистка, корректор, публицистка, преподавательница.

## Биография
Родилась в 1910 году в Харбине, воспитывалась в имении деда в Грузии (с.Лехаиндрово, Кутаисская губерния), шестилетним ребёнком увезена в Харбин к родителям. Начала печататься в 1928. Участвовала в литературном объединении «Чураевка».
По воспоминаниям Ю.В. Крузенштерн-Петерец в статье о «Чураевке»: «стихи были слабые, наивные, но именно наивностью они и подкупали. Воспитанная на романах Чарской, Лида навсегда оставалась девочкой из Джаваховского гнезда.»
Работала кассиром в ресторане. Печатала свои стихи в  изданиях харбинских и шанхайских поэтов: «Багульник», «Гумилевский сборник», «Понедельник», «Парус», «Излучины», «Остров», в сборнике чураевцев «Семеро». По собственному признанию, больше всего её волновали темы о Родине, о старости, о смерти, о любви, – чаще всего о разрыве. С 1940 в Дайрене - корреспондент журнала «Рубеж». Некоторые корреспонденции подписаны псевдонимом Олег Южанин. В 1943 переехала в Шанхай. В Китае издала три сборника стихотворений: «Ступени» (1939), «Крылья» (1941), «На распутьи» (1943).
Уехала в СССР в 1947. Вначале жила в Казани, работала в газете «Красная Татария», затем переехала в Краснодар, преподавала иностранный язык в школе. В Краснодаре вышел её сборник «Даты, даты...» (1976). О её жизненном пути рассказано в романе «Отчий дом» (М.: Советский писатель, 1985), написанном её братом Леваном Хаиндравой. В 70-е активно работала в литературном объединении Краснодара.
Умерла 19 июня 1986 года в Краснодаре.

### Сочинения и труды

#### Отдельные издания и рецензии на них
1. Прощание. — Чураевка. Харбин, май 1934
2. Две сестры. — Чураевка. Харбин, 1934
3. Хаиндрова Лидия. Ступени: Стихи 1931-1938. Харбин: Изд. В. В. Плотникова, 1939. - 64 с.
4. Хаиндрова Лидия. Крылья: Вторая книга стихотворений. 1939-1941. Харбин: Заря, 1941. - 75 с.
5. Хаиндрова Лидия. На распутьи: Третья книга стихотворений. (1938-1943). Шанхай: North Chine Press, 1943. - 37 с.
6. Хаиндрова Л.Ю. «Даты, даты...» Краснодарское книжное издательство, 1976

#### Публикации в периодических изданиях и сборниках
1. Багульник
2. Гумилевский сборник
3. Понедельник
4. Парус
5. Излучины
6. Остров. − Шанхай: Дракон, 1946
7. Л. Хаиндрова. От Находки до Казани: Путевые заметки. /'"Русская Атлантида". 2003. N10.

### Публикации в антологиях
1. Русская поэзия Китая / Сост. В. Крейда и О. Бакич; Науч. ред. Е. Витковский. — М.: Время, 2001
2. Остров Лариссы: Антология стихотворений поэтов-дальневосточников / Под ред. Э. Штейна. — Orange, Conn. : Antiquary, 1988
3. Мы жили тогда на планете другой…: Антология поэзии русского зарубежья. 1920—1990 (Первая и вторая волна). В 4-х кн. / Сост. Е. Витковского; Биогр. справки и коммент. Г. Мосешвили. Кн. 4-я. — Москва, 1997.
4. Вернуться в Россию-стихами ... : 200 поэтов эмиграции : антология / сост., авт. предисл.,коммент. и биограф. сведений о поэтах В. Крейд. - М. : Республика , 1995. - 688 с. - ISBN 5-250-02310-X.

### Персоналия